# Pseudoboodon gascae
Pseudoboodon gascae är en ormart som beskrevs av Peracca 1897. Pseudoboodon gascae ingår i släktet Pseudoboodon och familjen snokar. Inga underarter finns listade i Catalogue of Life.
Denna orm är känd från några glest fördelade fyndplatser i Etiopien och Eritrea. Arten lever på högplatå och i bergstrakter mellan 1500 och 2450 meter över havet. Habitatet utgörs av torra savanner med gräs och med växter av släktet Acacia. Ormen besöker även jordbruksmark och skogar. Den blir upp till 66 cm lång. Honor lägger ägg.
Pseudoboodon gascae har troligen bra anpassningsförmåga. IUCN listar arten som livskraftig (LC).